# The Hollywood Reporter
The Hollywood Reporter (THR) és una revista digital i impresa americana, i un lloc web, que se centra en el Hollywood cinema, televisió i en les indústries de l'entreteniment. Es va fundar el 1930 com a diari de paper comercial i el 2010 es va canviar a un revista setmanal amb un lloc web renovat.
Amb seu a Los Angeles,  THR  forma part del Billboard-Hollywood Reporter Media Group i és propietat de MRC (anteriorment Valence Media), una companyia holding fundada per Todd Boehly - un executiu dels seus propietaris anteriors, Guggenheim Partners i Eldridge Industries.

## Història

### Primers anys
THR va ser fundat el 1930 per William R. "Billy" Wilkerson (1890–1962) com el primer diari comercial d'oci d'oci de Hollywood. La primera edició va aparèixer el 3 de setembre de 1930 i va incloure la columna "Tradeviews" de la pàgina inicial de Wilkerson, que va esdevenir influent. El diari va aparèixer de dilluns a dissabte durant els primers deu anys, excepte un breu període, després de dilluns a divendres de 1940. Wilkerson va dirigir el  THR  fins a la seva mort el setembre de 1962, tot i que la seva última columna va aparèixer 18 mesos abans. L'esposa de Wilkerson, Tichi Wilkerson Kassel, va assumir el càrrec d'editora i redactora en cap quan va morir el seu marit.

#### La llista negra de Hollywood
Des de finals de la dècada de 1930, Wilkerson va utilitzar  THR  per donar a conèixer que la indústria era una fortalesa comunista. En particular, es va oposar al sindicat de guionistes, el Screen Writers Guild, que va anomenar "Red Beachhead". El 1946 el Gremi va considerar la possibilitat de crear una Autoritat d'Autors d'Amèrica per mantenir els drets d'autor dels escriptors, en lloc de passar a la propietat dels estudis. Wilkerson va dedicar la seva columna "Tradeviews" al número el 29 de juliol de 1946, titulant "Un vot per Joe Stalin". Va anar a la confessió abans de publicar-lo, sabent el dany que causaria, però aparentment el sacerdot el va animar a seguir endavant.
La columna contenia els primers noms de la indústria, inclosos Dalton Trumbo i  Howard Koch, en el que es va convertir en la llista negra de Hollywood, coneguda com a "llista de Billy". Vuit de les onze persones que Wilkerson va nomenar es trobaven entre els "Hollywood Ten" que van ser publicats [a la llista negra] després de les audiències del House Un-American Activities Committee del 1947. Quan Wilkerson va morir, el seu obituari  THR  va dir que havia "anomenat noms, pseudònims i números de targeta i se li atribuïa àmpliament ser el principal responsable d'evitar que els comunistes s'enfortissin en la producció de Hollywood. "
El 1997, el periodista de "THR", David Robb, va escriure una història sobre la participació del diari, però l'editor, Robert J. Dowling, va rebutjar la seva publicació. Per al 65è aniversari de la llista negra el 2012, el  THR  va publicar una llarga investigació sobre el paper de Wilkerson, publicada pels periodistes Gary Baum i Daniel Miller. Wilkerson III. Va escriure que el seu pare havia estat motivat per la venjança de la seva frustrada ambició de posseir un estudi.

### 1988-2008
L'11 d'abril de 1988, Tichi Wilkerson Kassel va vendre el document a BPI Communications, propietat de Affiliated Publications, per 26,7 milions de dòlars. Robert J. Dowling va esdevenir president de  THR  el 1988 i editor- en cap i editor el 1991. Dowling va contractar a Alex Ben Block com a editor el 1990. Block i Teri Ritzer van esmorteir gran part del sensacionalisme i l'amiguisme que van destacar al diari sota els Wilkersons. El 1994, BPI Communications es va vendre a Verenigde Nederlandse Uitgeverijen (VNU) per 220 milions de dòlars.
Al març del 2006, un consorci de capital privat dirigit per Blackstone i KKR, tots dos vinculats al moviment conservador dels Estats Units, va adquirir  THR  juntament amb els altres actius de VNU. Es va unir a aquestes publicacions amb  AdWeek  i AC Nielsen per formar The Nielsen Company.
Matthew King, vicepresident de contingut i públic, el director editorial Howard Burns i l'editor executiu Peter Pryor van deixar el diari en una onada d'acomiadaments el desembre del 2006; l'editor Cynthia Littleton, àmpliament respectada a tota la indústria, va informar directament a Kilcullen.  The Reporter  va absorbir un altre cop quan Littleton va deixar el seu càrrec per a una feina editorial a  Variety  el març del 2007. L'editor web Glenn Abel també va marxar després de 16 anys amb el diari.

### Des del 2009
El desembre de 2009, Prometheus Global Media, una empresa de nova creació formada per Pluribus Capital Management i Guggenheim Partners, i presidida per Jimmy Finkelstein, CEO de News Communications, mare de la revista política "The Hill", adquirit THR de Nielsen Business Media. Es va comprometre a invertir en la marca i fer créixer l'empresa. Richard Beckman, anteriorment de Condé Nast, va ser nomenat director general.
El 2010, Beckman va reclutar a Janice Min, l'exeditora en cap de  Us Weekly , com a directora editorial per "eviscerar" el diari comercial diari existent i reinventar-lo com a brillant, revista setmanal de gran format. The Hollywood Reporter es va rellançar amb una edició impresa setmanal i un lloc web renovat que li va permetre donar notícies. Vuit mesos després del seu informe inicial, The New York Times va prendre nota de les moltes primícies que havia generat THR, afegint que el nou format brillant semblava tenir èxit amb el seu "enrarit demogràfic", afirmant: "Van aconseguir canviar de tema anant setmanalment. Les fotografíes grans, el paper exuberant i el disseny fantàstic són aquí una mena de narcòtic."
Al febrer de 2013, el "Times" va tornar a "THR", presentant un informe sobre una festa per als nominats al Academy Award que la revista havia organitzat al restaurant de Los Angeles Spago. Prenent nota de la multitud de celebritats de primera fila, el Times al·ludia al fet que molts Hollywood informants ara es referien a "THR" com "el nou" Vanity Fair". Les vendes d'anuncis des de la contractació de Min van augmentar més d'un 50%, mentre que el trànsit cap al lloc web de la revista havia crescut un 800%."
El gener de 2014, Janice Min va ser ascendida a presidenta / directora creativa del grup d'entreteniment de Guggenheim Media, donant-li la supervisió de THR i la seva marca germana "Billboard". Min s'uneix al copresident John Amato, responsable de les iniciatives empresarials.
Guggenheim Partners va anunciar el 17 de desembre de 2015 que vendria les propietats dels mitjans Prometheus al seu executiu Todd Boehly. L'empresa es va vendre a Eldridge Industries el febrer de 2017. L'1 de febrer de 2018, Eldridge Industries va anunciar la fusió de les seves propietats multimèdia amb Media Rights Capital per formar Valence Media.
Al febrer de 2017, Min va anunciar que renunciava al seu paper de presidenta / directora creativa supervisant  The Hollywood Reporter  i  Billboard  per assumir un nou paper a la matriu. Simultàniament, es va anunciar que l'anterior editor executiu Matthew Belloni assumiria el càrrec de director editorial.
A l'abril de 2020, Belloni va anunciar el seu abandó brusc després de 14 anys a la publicació arran dels darrers enfrontaments amb la direcció de la companyia per qüestions editorials. Suposadament, Asif Satchu i Modi Wiczyk, co-consellers delegats de l'empresa matriu Valence Media, han empès els redactors de les seves publicacions a no publicar històries, a publicar històries desfavorables sobre amics i a superar les empreses propietat de Valence com Dick Clark Productions.
El 23 de setembre de 2020, es va anunciar que Penske Media Corporation, actual propietari de  Variety , assumiria les operacions de les publicacions MRC Media & Info en virtut d'una empresa conjunta amb MRC coneguda com a PMRC.

## Editors
El fundador Billy Wilkerson va ser l'editor de  THR  fins a la seva mort el setembre de 1962. L'esposa de Wilkerson, Tichi Wilkerson Kassel, va assumir el càrrec d'editora i redactora en cap quan ella el marit va morir.
Robert J. Dowling, que va ser nomenat president de  THR  quan Kassel va vendre la companyia, es va convertir en redactor en cap i editor el 1991.
Tony Uphoff va assumir la posició d'editor el novembre del 2005.
John Kilcullen va substituir Uphoff l'octubre del 2006, com a editor de Billboard. Kilcullen era un acusat de la famosa demanda "consolador" de Billboard, en què se l'acusava de discriminació racial i assetjament sexual. VNU va resoldre la demanda a les escales del jutjat. Kilcullen "va sortir de" Nielsen el febrer de 2008 "per perseguir la seva passió com a empresari."
A l'abril de 2010, Lori Burgess va ser nomenada editora. Burgess havia estat editor de la revista OK! Des de l'octubre de 2008. Michaela Apruzzese va ser nomenada editora associada d'entreteniment el maig del 2010. Apruzzese anteriorment va ser el director de publicitat de pel·lícules de Los Angeles Times Media Group.
Lynne Segall, ex vicepresidenta i editora associada, va ser nomenada editora i vicepresidenta sènior el juny del 2011.

## Edicions

### Impressions
L'edició impresa setmanal de "The Hollywood Reporter" inclou perfils, fotografia original i entrevistes amb figures d'entreteniment; articles sobre les properes versions i llançaments de productes; ressenyes de cinema i preestrenes del festival de cinema; cobertura de les últimes ofertes de la indústria, puntuacions de televisió, xifres de taquilla i anàlisi de tendències i indicadors empresarials d'entreteniment mundial; assajos de fotos i reportatges d'estrenes i altres esdeveniments de catifes vermelles; i les novetats sobre moda i estil de vida de Hollywood.

### Lloc web
El 'Reporter' va publicar una primitiva edició "satèl·lit" digitals a finals dels anys vuitanta. Es va convertir en el primer diari comercial d'entreteniment diari a crear un lloc web el 1995. Inicialment, el lloc oferia breus de notícies gratuïtes amb una cobertura completa tallafocs com un servei de pagament premium. En els darrers anys, el lloc web va esdevenir principalment gratuït, ja que depenia més de la venda d'anuncis i menys dels subscriptors. El lloc web ja havia passat per un redisseny quan el competidor  Variety  va entrar al web el 1998. El 2002, el lloc web de "Reporter" ' va guanyar el premi Jesse H. Neal de periodisme empresarial. El novembre de 2013, "The Hollywood Reporter" va llançar el lloc d'estil Pret-a-Reporter.
THR.com, el lloc web de "The Hollywood Reporter" ', llançat de nou el 2010, ofereix notícies d'entreteniment, crítiques i blocs; contingut de vídeo original (i clips de pel·lícules i TV) i galeries de fotos; a més de cinema en profunditat, televisió, música, premis, estil, tecnologia i cobertura empresarial. L'agost de 2013, Comscore mesurava 12 milions de visitants únics al lloc al mes.

## Editors i reporters
Els editors de  THR  han inclòs Janice Min (2010-2017), Elizabeth Guider (2007-2010), Cynthia Littleton (2005-2007), Howard Burns (2001-2006), Anita Busch (1999) –2001) i Alex Ben Block (1990–1999).
Alex Ben Block va ser contractat com a editor per a números especials el 1990 i va ser ascendit a editor de l'edició diària el 1992. Després de la sortida de Block, l'exeditora de pel·lículesVariety , Anita Busch, es va convertir en editora entre 1999 i 2001. A Busch se li va atribuir la competitivitat del paper amb  Variety .
Al març del 2006, Cynthia Littleton, antiga editora de televisió de ràdio i redactora adjunta, va ser nomenada editora, però va deixar el paper un any més tard per a un treball editorial a Variety. El juliol de 2007 THR va nomenar Elizabeth Guider com a nova editora. Veterana de 18 anys de Variety, on va exercir com a executiva executiva, Guider va assumir la responsabilitat de la visió editorial i la direcció estratègica de les edicions diàries i setmanals de The Hollywood Reporter, contingut digital ofertes i conferències executives. Guider va deixar The Hollywood Reporter a principis de 2010.
 The Hollywood Reporter  té una plantilla d'aproximadament 150 persones. A més de contractar Eric Mika, Rose Eintstein i Elizabeth Guider, el  Reporter  va contractar el personal següent el 2007:
- Todd Cunningham, exdirector adjunt del  LA Business Journal , com a editor nacional de  The Hollywood Reporter : edició Premier
- Steven Zeitchik com a escriptor sènior, amb seu a Nova York, on proporciona anàlisis de notícies i funcions per a la Premiere Edition
- Melissa Grego, antiga editora gerent de  TV Week , com a editora de HollywoodReporter.com
- Jonathan Landreth com a nou cap d'oficina asiàtic, a més de 13 nous escriptors a tota Àsia

No obstant això, el nivell de personal va començar a baixar de nou el 2008. A l'abril, Nielsen Business Media va eliminar entre 40 i 50 llocs de redacció a  The Hollywood Reporter  i a les seves publicacions germanes:  Adweek ,  Brandweek ,  Editor i editor  i  Mediaweek.  Al desembre, es van reduir altres 12 posicions editorials al diari comercial. A més, el 2008 va registrar una substancial rotació al departament en línia: la redactora de THR.com, Melissa Grego, va deixar la seva posició al juliol per convertir-se en redactora executiva de Broadcasting & Cable, i l'editor administratiu Scott McKim van marxar per convertir-se en un nou gerent de mitjans de comunicació al Knox College. Amb la indústria de l'entreteniment en conjunt reduïda, "els estudis de Hollywood han retallat més de 20 milions de dòlars del pressupost de la Motion Picture Association of America aquest any. S'espera que les reduccions resultants del personal i del programa redueixin permanentment l'abast i la mida del comerç de sis estudis. i grup de defensa."
La dotació de personal a  THR  el 2008 va experimentar encara més retallades amb els "noms del tràgic vessament de sang del personal de" The Hollywood Reporter "que es van sumar ràpidament en els durs moments econòmics de finals del 2008. "El comerç no només ha estat escàs, sinó que només ha publicat la versió digital durant 19 dies aquesta temporada de vacances. Els escriptors de cinema Leslie Simmons, Carolyn Giardina, Gregg Goldstein, a més del crític principal de televisió Barry Garron i TV la periodista Kimberly Nordyke, també editora de números especials Randee Dawn Cohen de Nova York i editora gerent Harley Lond i redactora del departament internacional Hy Hollinger, a més de Dan Evans, Lesley Goldberg, Michelle Belaski i James Gonzalez es trobaven entre els tallats des del capçal.
Quan Janice Min i Lori Burgess van entrar a bord el 2010, la redacció i el personal de vendes van augmentar gairebé un 50%, respectivament. Min va contractar a diversos periodistes reconeguts de la indústria de l'entreteniment, entre els quals destaca el crític de cinema "Variety" Todd McCarthy després del seu acomiadament de Variety al març de 2010, així com Kim Masters de NPR, Tim Goodman del San Francisco Chronicle, Lacey Rose de Forbes, i Pamela McClintock de Variety.

## Competència i demandes judicials
Variety es va establir el 1905 a Nova York com a diari setmanal, que inicialment cobria vodevil, Tin Pan Alley i la ciutat. Districte teatral. El 1932 "Variety" va demandar "The Hollywood Reporter" per 46.500 dòlars per plagiarisme, al·legant que THR plagiava informació de Variety després de la seva publicació a Nova York els dimarts, mitjançant la trucada o el cablejat de la informació a Hollywood, de manera que THR pogués publicar la informació abans que  Variety  arribés a Hollywood tres dies després divendres. Després, el 1933, Variety va iniciar la seva pròpia edició diària de Hollywood, Daily Variety, per cobrir la indústria del cinema.
Del 1988 al 2014,  Daily Variety  i  The Hollywood Reporter  es van localitzar a Wilshire Boulevard al llarg de Miracle Mile, Los Angeles. El març de 2007, "The Hollywood Reporter" va superar "Daily Variety" per aconseguir la distribució total més gran de qualsevol entreteniment diari.
El 2011 Deadline Hollywood, propietat de Penske Media Corporation, va demandar "The Hollywood Reporter" per més de 5 milions de dòlars, al·legant infracció dels drets d'autor. El 2013, la companyia matriu de "THR" ' va resoldre la demanda. Segons  The Wall Street Journal , "la demanda [va ser] àmpliament vista a Hollywood com a representant de la dura guerra contra els lectors i els dòlars publicitaris ... Les dues parts van acordar una declaració que llegia en part : 'Prometheus admet que' 'The Hollywood Reporter' 'va copiar el codi font del lloc web de Penske Media Corporation www.tvline.com; Prometheus i' 'The Hollywood Reporter' 'han demanat disculpes a Penske Media'
 The Hollywood Reporter  mantenia una associació empresarial amb la publicació d'entreteniment domèstic  Home Media Magazine , propietat de Questex Media Group. Va donar accés a "THR" al comerç d'entreteniment domèstic, que "Variety" gaudia de manera similar amb la seva antiga publicació germana, la "Video Business" de Reed.

## Estat actual i llegat
'The Hollywood Reporter' va publicar-se des de les mateixes oficines a Sunset Boulevard durant més de mig segle. Té la seu central al districte de Mid-Wilshire de L.A.
"The Hollywood Reporter" patrocina i acull diversos esdeveniments importants de la indústria i cerimònies de premis. Va acollir 13 esdeveniments d'aquest tipus el 2012, inclòs l'esmorzar Women in Entertainment, on va anunciar la seva llista anual Power 100 de les dones més poderoses de la indústria; els Key Art Awards (per assolir publicitat i comunicacions d'entreteniment); Esmorzars d'advocats de poder; Next Gen (en honor de les 50 estrelles i executius de més ràpid augment de la indústria de 35 anys i menys); Nit de candidats; i el dinar dels 25 estilistes més poderosos.

### Temporada de premis
Els premis de la indústria de l'entreteniment reben una àmplia cobertura de "The Hollywood Reporter", tant en format imprès com en línia. La revista discapacita totes les curses, perfila els candidats i analitza l'impacte empresarial de les nominacions i els guanys. L'analista de premis THR, Scott Feinberg, analitza i prediu les curses Emmy i Oscar (el seu setmanari "Feinberg Forecast" es publica des de finals d'agost fins als Premis de l'Acadèmia).
THR també ofereix edicions impreses especials, com ara els seus números anuals d'Oscar i Emmy, durant les respectives temporades de premis. THR.com compta amb The Race, un bloc de cobertura de premis, que inclou Race to the Oscars, una aplicació dedicada a la cobertura dels premis de l'Acadèmia per a plataformes iPhone i Android.